# Karl Speiser

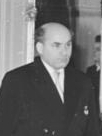
Karl Speiser (1961)

Karl Speiser (* 22. Juni 1914 in Augsburg; † nach 1989) war ein deutscher Diplomat. Er war Botschafter der Deutschen Demokratischen Republik (DDR) in der Mongolischen Volksrepublik (MVR).

## Leben
Speiser erlernte nach dem Besuch der Volksschule den Beruf des Druckers. Während des Zweiten Weltkriegs wurde er zur Wehrmacht eingezogen und musste Kriegsdienst leisten. Er lief zur Roten Armee über und kam in sowjetische Kriegsgefangenschaft. 
Nach seiner Rückkehr in die Sowjetische Besatzungszone Deutschlands beteiligte er sich in Dresden am Aufbau des Landes. Er wurde Mitglied der Sozialistischen Einheitspartei Deutschlands (SED) und war nach Gründung der DDR als Außenhandelsfunktionär tätig. Im Mai 1951 trat er in das Ministerium für Auswärtige Angelegenheiten der DDR (MfAA) ein, wo er zunächst in der Westeuropa-Abteilung arbeitete (zuständig für Großbritannien). Als Hauptreferent der Hauptabteilung I (Benachbarte Länder) des MfAA bereitete er 1956 den ersten Besuch Otto Grotewohls in Prag vor. Er war dann an der Botschaft der DDR in Moskau tätig und fungierte von 1958 bis Januar 1961 als Botschaftsrat und Erster Sekretär an der Botschaft der DDR in Prag. Am 10. Januar 1961 beschloss das Politbüro des ZK der SED seinen Einsatz als Botschafter in der MVR und am 9. Februar 1961 wurde er vom Vorsitzenden des Staatsrates der DDR, Walter Ulbricht, zum Botschafter in der MVR ernannt. Am 2. März 1961 überreichte er dem mongolischen Staatsoberhaupt, Dschamsrangiin Sambuu, sein Beglaubigungsschreiben. Diese Funktion bekleidete er bis zu seiner Abberufung im September 1964. Anschließend war er in der Verwaltung des MfAA tätig, zuletzt als stellvertretender Abteilungsleiter. Im Juni 1989 wurde er in die Rente verabschiedet und durfte den Titel des Außerordentlichen und Bevollmächtigten Botschafters a. D. weiterführen.

## Schriften
- 40 Jahre Mongolische Volksrepublik In: Deutsche Außenpolitik (1961), Heft 8, S. 960–966.

## Auszeichnungen
- Vaterländischer Verdienstorden in Silber (1974) und in Gold (1989)
- Orden „Stern der Völkerfreundschaft“ in Silber (1979) und in Gold (1984)